# Ворона, Дмитрий Николаевич
Дми́трий Никола́евич Воро́на (укр. Дмитро Миколайович Ворона; род. 24 июля 1980, Донецк, Украинская ССР, СССР) — украинский и российский юрист, государственный и политический деятель. Сенатор Российской Федерации (с 2022). Заместитель председателя Комитета Совета Федерации по экономической политике. 

## Биография
Родился 24 июля 1980 года в Донецке.
Окончил Донецкий университет, получив высшее юридическое образование. Занимал должность помощника главы Червоногвардейского районного суда Макеевки, далее работал адвокатом, руководителем юридической компании, арбитражным управляющим. В 2005 году стал уполномоченным «Партии регионов» в общегосударственном избирательном округе, а после победы партии на выборах был в 2006 году назначен заместителем министра охраны окружающей природной среды Украины.
В 2010 году назначен заместителем министра внутренних дел Украины, в 2012 году — заместителем министра юстиции Украины, в 2013 году возглавил Государственную регистрационную службу Украины. После Евромайдана, в мае 2014 года был снят со всех постов. Занимался адвокатской практикой, в 2015 году основал благотворительный фонд «Православное наследие Украины на Святой Горе Афон».
В 2019 году принял российское гражданство, в 2020 году назначен руководителем Корпорации развития Республики Крым и советником главы Крыма Сергея Аксёнова (до 7 февраля 2022).
20 декабря 2022 года указом исполняющего обязанности российского губернатора Запорожской области Евгения Балицкого наделён полномочиями сенатора Российской Федерации, представителя исполнительного органа государственной власти региона в Совете Федерации, и 23 декабря в ходе заседания СФ получил удостоверение.
С 2014 года Ворона постоянно проживал в Крыму, но, уже став крымским чиновником, подвергался критике за публикацию в социальных сетях сообщений, которые истолковывались как осуждение аннексии Крыма Россией и поддержка Украины в вооружённом конфликте на территории Донбасса. Тем не менее, пользовался поддержкой Аксёнова и бывшего активиста антимайдана Олега Царёва, также проживающего в Крыму.
20 сентября 2023 года избран членом Совета Федерации, представителем законодательного органа государственной власти Запорожской области (в Единый день голосования 10 сентября 2023 года был избран депутатом Законодательного собрания области по списку «Единой России»).

## Санкции
25 февраля 2023 года, на фоне вторжения России на Украину, внесён в санкционный список всех стран Евросоюза за действия которые подрывают территориальную целостность, суверенитет и независимость Украины.
C 1 апреля 2023 года находится под санкциями Украины как «представитель незаконно аннексированной Запорожской области». По аналогичным основаниям находится под санкциями Швейцарии.